# Скиба Галина Юріївна
Гали́на Ю́ріївна Ски́ба (* 1984) — російська хокеїстка, виступала на позиції нападаючої в жіночій збірній Росії.

## З життєпису
Народилася 1984 року в Харкові. У ранньому віці перебралася до Білгорода, там почала займатися фігурним катанням. З часом перейшла до хокейної секції, першим тренером став її батько.
2002 року приїхала до Москви на відбір у хокейну команду; отримала пропозицію від Нижньогородського СКІФа; у складі команди виступала до 2006 року. З 2006 року виступала за підмосковний «Дмитров». З 2003 грала за збірну Росії.
Чемпіонка Росії (2007, 2009, 2011, 2012, 2013 роки). Срібна призерка чемпіонатів Росії (2008, 2010).